# Last Mission
Last Mission is een computerspel dat werd ontwikkeld door Data East Corporation en uitgegeven door U.S. Gold. Het spel werd in 1986 uitgebracht voor de Commodore 64 en een jaar later volgde een release voor de ZX Spectrum. Het spel is van het type multiscrolling shooter. De speler ziet het scherm van bovenaf en bestuurt een klein vliegtuigje die acht kanten op kan bewegen. Het spel kan met één of twee spelers gespeeld worden.

## Releases
- Commodore 64 (1986)
- ZX Spectrum (1987)

## Ontvangst
| Beoordeeld door                       | Jaar | Platform     | Score |
| ------------------------------------- | ---- | ------------ | ----- |
| Computer and Video Games (CVG)        | 1987 | Commodore 64 | 90%   |
| ASM (Aktueller Software Markt)        | 1987 | ZX Spectrum  | 70%   |
| ASM (Aktueller Software Markt)        | 1987 | Commodore 64 | 70%   |
| The Games Machine (UK)                | 1987 | ZX Spectrum  | 55%   |
| ACE (Advanced Computer Entertainment) | 1987 | Commodore 64 | 53%   |
| Zzap!                                 | 1987 | Commodore 64 | 49%   |
| The Games Machine (UK)                | 1987 | Commodore 64 | 45%   |
| Tilt                                  | 1988 | Commodore 64 | 45%   |